# 宋夫人
宋夫人（？—430年），北燕天王冯跋的妾室，生子冯受居。
北燕太平二十二年（430年）冯跋重病，征召中书监申秀、侍中阳哲来到寝殿嘱托后事。九月，命太子冯翼主持朝政。宋夫人打算立自己的儿子冯受居，厌恶太子冯翼主持朝政，对冯翼说：“王上的病就要痊愈了，你为什么急于代父君临天下呢？”冯翼的性格仁弱，听从了宋夫人的话，退位返回了东宫，每天三次去看望父亲。冯翼出来后，宋夫人就假传圣旨，不许朝廷内外官员进宫探病，有事只派宦官传达。只有中给事胡福可自由出入，负责安全警卫。胡福忧虑宋夫人的阴谋会成功，就把宋夫人的异常举动报告给司徒、录尚书事、中山公冯弘。冯弘亲自率领几十个武士，闯进后宫。宿卫不战而散。宋夫人命令关闭东閤，冯弘的家僮库斗头敏捷有勇力，翻墙跳过閤门进入寝宫，一箭射死一个女御。冯跋惊惧中去世。冯弘遂即天王位，尽杀包括太子冯翼在内的冯跋诸子百人。